# 圣博德主教座堂 (卡拉奇)

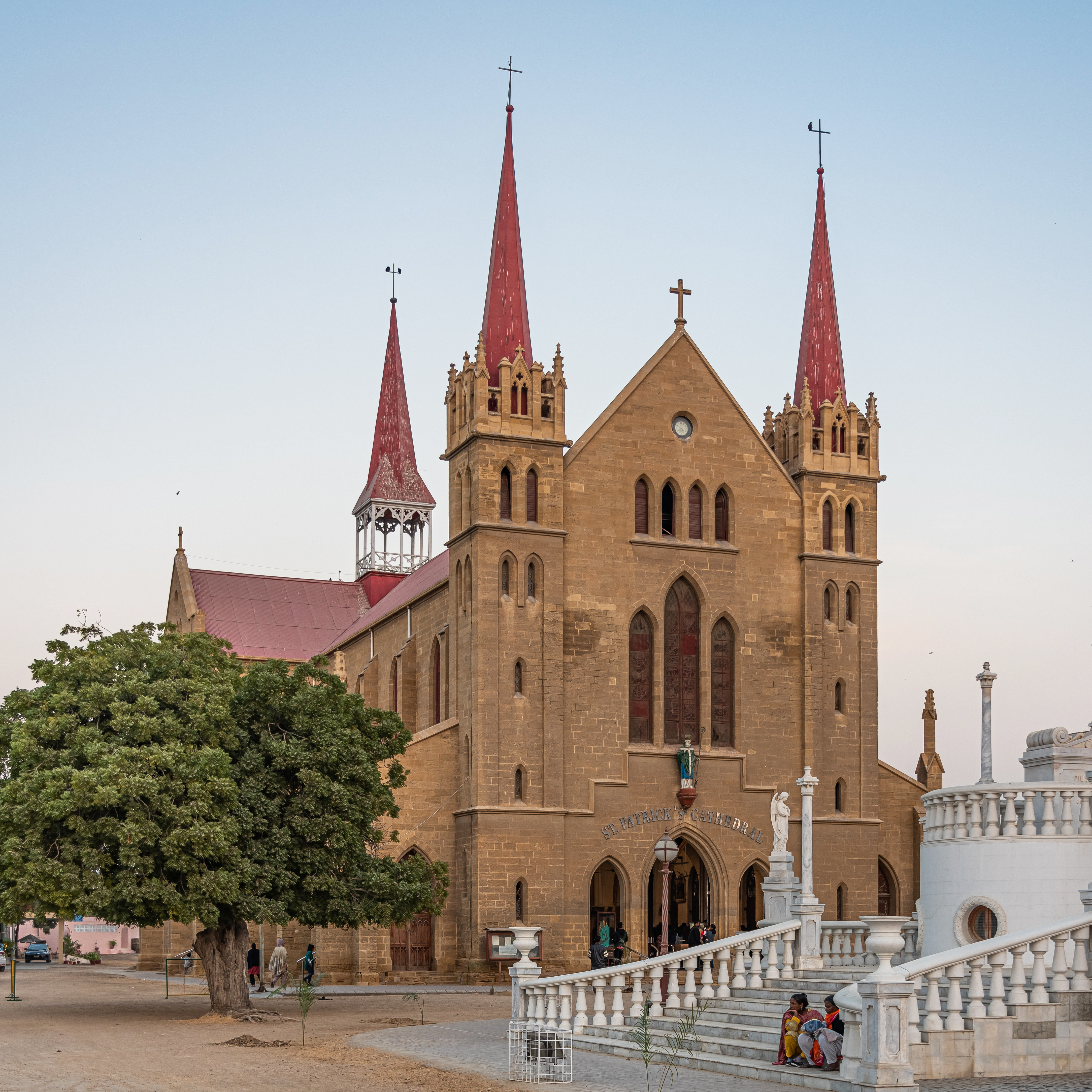
圣博德主教座堂 (卡拉奇)

圣博德主教座堂（St. Patrick’s Cathedral）是天主教卡拉奇总教区的主教座堂，位于巴基斯坦卡拉奇伊拉克大道（Shahrah-e-Iraq,原名克拉克街），靠近皇后市场（Empress Market）。 

## 历史
1845年，信德的第一座教堂就建在今天主教座堂的庭院，称为圣博德堂。由于信徒人数增加，需要更大的礼拜场所。在1881年4月，建成目前的主教座堂，但是小教堂继续使用，直到1885年被风暴摧毁。 
现在的教堂是一座哥特复兴式建筑，长52米，宽22米，可容纳1500人。它是由三位耶稣会会士设计和建造: 卡尔·瓦格纳神父、乔治·克卢弗和赫尔曼·劳。
1978年，该堂庆祝其百年华诞。巴基斯坦邮政特别发行纪念邮票。教宗若望·保禄一世进行问候和祝福。
1991年11月，真福加尔各答的德肋撒参观了该堂。
1998年12月22日，该堂弥撒结束后几分钟，发生炸弹爆炸事件。大多数人已经离开，一名女子受伤，教堂内部局部损坏。
该堂的庭院装饰有大理石的基督君王纪念碑，高54英尺，建于1931年，以纪念在信德传教的耶稣会。 
2003年，该堂因其出色的建筑之美被宣布为保护文物。当时的本堂神父是约瑟夫·德梅洛神父。
该堂有2,000个座位，曾经是全国最大的天主教堂。2011年11月9日，卡拉奇圣伯多禄堂祝圣，可容纳5000人，是目前巴基斯坦最大的天主教堂。